# Baia Domizia
Baia Domizia is een plaats (frazione) in de Italiaanse gemeente Sessa Aurunca.